# Merionoeda tuberosa
Merionoeda tuberosa är en skalbaggsart som beskrevs av Holzschuh 2003. Merionoeda tuberosa ingår i släktet Merionoeda och familjen långhorningar.
Artens utbredningsområde är Laos. Inga underarter finns listade i Catalogue of Life.